# ノースカロライナ州の旗
ノースカロライナ州の旗（ノースカロライナしゅうのはた）は、アメリカ合衆国ノースカロライナ州の州旗。1885年3月に制定された。もともとアメリカ合衆国からの連邦離脱した1861年6月22日に制定された旗を改訂したもの。青地に星の部分は「ボニーブルー旗（西フロリダ共和国旗。青地に白い星のデザイン）」にちなんでいる。
メクレンバーグ独立宣言の1775年5月20日と、ハリファックス決議の1776年4月12日の2つの日付が記載され、ノースカロライナ州がアメリカ独立運動の最前線だったことをしのんでいる。

?1861年の旗
?1885年まで1991年までの旗